# Socorro! Eu não Quero Morrer Virgem
Socorro! Eu Não Quero Mais Morrer Virgem é um filme brasileiro de 1976, com direção de Roberto Mauro.

## Sinopse
"Canão e Konjoka, detetives da organização internacional Interpola, após terminarem um trabalho de investigação em Assunção, no Paraguai, são incumbidos de descobrir quem anda roubando joias em hotéis de boa categoria na região. Transferem-se para Foz do Iguaçu, onde provavelmente o ladrão estará, e iniciam seu trabalho num hotel de turistas, onde se encontram vários casais em lua de mel. Os detetives, dois trapalhões, interrompem vários colóquios amorosos, propiciando inúmeras confusões aumentadas pelos ciúmes de Vilma, mulher escandalosa que procura seu marido, pronto a se tornar bígamo. Finalmente, os ladrões são descobertos na figura de um falso casal de noivos. Dante e Virgínia, de quem ninguém desconfiava pois se fazia acompanhar de um padre, cúmplice de ambos." (Guia de Filmes, 67).

## Elenco
- Wilza Carla
- José Paulo
- Marcos Rossi
- José Luiz Rodi
- Aldine Müller
- Agenor Vernin
- Sônia Vieira
- Vic Barone
- Waldir Siebert
- Mário Vendramel[2]
- Rose
- Claudionei Mota
- Elcio Martins
- Paulo Job